# Nicolas Ozanne
Nicolas-Marie Ozanne (Brest, 12 de janeiro de 1728 - Paris, 3 de janeiro de 1811) foi um engenheiro e designer naval francês.
Ozanne ilustrou numerosas publicações sobre navios, manobras navais e portos na segunda metade do século XVIII na França. Membro da Academia da Marinha em 1752, ele se interessou durante a vida em construção naval. Ele e seu irmão mais velho, Pierre Ozanne, que também foi um engenheiro naval, são considerados importantes figuras na evolução e historia da marinha naval francesa, no período do império de Luís XV.